# Bo Melin
Bo Elof Melin, född 30 augusti 1964, är en svensk konstnär och skådespelare. 

## Konstnärskap
Melin är utbildad på Konstfack 1992–1994 och på Konsthögskolan Valand 1994–1997. Han har haft ett flertal utställningar sedan debuten 1995, bland annat på Moderna Museet, Marabouparken och gallerierna Enkehuset och Ynglingagatan 1 i Stockholm, på Akureyri Art Museum på Island, på galleri F15 i Moss i Norge, och på Konsthallen och gallerierna Galleri Box och Galleri 54 i Göteborg. 
Melin är också känd för sina installationer och konstaktioner i stadsrummet. Den första, Eva kom hem allt är förlåtet!, gjordes anonymt i mars 1995 runt om i Göteborg. Verket, som uppmärksammades stort, bestod av en mängd handtextade skyltar med just texten "Eva kom hem allt är förlåtet!".
År 2006 gjorde Melin performancen Fågel i trädet, där han var utklädd till fågel och satt uppflugen i ett träd i Brunnsparken i Göteborg, några timmar varje dag. Detta pågick som del av utställningen Inside out under EM i friidrott i Göteborg.

### Samarbeten (urval)
År 2004 skapade Melin tillsammans med Andreas Nilsson och Fredrik Söderberg installationen En magisk värld för konsthallen Marabouparken i Sundbyberg. I parken utanför konsthallen skapade de en värld med en jätte. Verket var inspirerat av den engelska kultfilmen Wickerman från 1972.
Tillsammans med Pål Hollender gjorde Melin 2008 installationen Klubb Borderline på Alingsås Konsthall.  Klubben var influerad av flera av världens mest kända nattklubbar, där den röda tråden var att de var så exklusiva att praktiskt taget ingen kunde komma in. Dagtid – under konsthallens öppettider – kunde man besöka Klubb Borderline som den såg ut när den var stängd. När konsthallen sedan stängde, öppnade klubben som spelade hög technomusik och projicerade stroboskop och ljuseffekter ut genom konsthallens fönster fram till klockan sju på morgonen. Efter klagomål från grannar och ett hotell i närheten justerades utställningen, för att sedan stängas ner, en månad tidigare än planerat.

### Ynglingagatan 1
Melin var tillsammans med bland andra Johanna Billing och Peter Geschwind en av de drivande konstnärerna bakom det icke-kommersiella galleriet Ynglingagatan 1 i Stockholm. Galleriet blev en viktig mötesplats för svensk och internationell samtidskonst under 1990-talet. År 2011 visade Moderna Museet utställningen Moment – Ynglingagatan 1, med syfte att presentera tankar och idéer som var i omlopp vid tiden för galleriets verksamhet.
År 2023 uppmärksammades Ynglingagatan 1 och dess tongivande roll igen – denna gång av Bonniers Konsthall i och med utställningen Stuff it – Tur och retur, där Melin var en av utställarna.

## Roller i film och tv
Melin har medverkat som skådespelare i ett antal svenska filmer och tv-serier, bland annat i Johannes Nyholms filmer Dockpojken (2008) och Jätten (2016). I Dockpojken spelar Melin huvudrollen. Filmen nominerades 2009 till en Guldbagge för Bästa kortfilm och tilldelades både huvudpriset och publikens pris vid Kortfilmsfestivalen i Hamburg. Jätten belönades med tre Guldbaggar vid Guldbaggegalan 2017, bland annat för Bästa film.
År 2017 medverkade Melin i Ruben Östlunds långfilm The Square där han spelar journalist. Filmen nominerades bland annat till en Oscar för bästa icke-engelskspråkiga film och vann Guldpalmen vid filmfestivalen i Cannes.. Samma år spelade han gallerist i Ivica Zubaks långfilm Måste gitt. 
Sonen Ossian Melins första långfilm Vernissage hos gud hade premiär 2023. I filmen spelar Bo Melin en av huvudrollerna som grafikläraren Björn Backe.

## Övrigt
År 2002 regisserade Melin tillsammans med Johannes Nyholm och Andreas Nilsson videon till låten "Heartbeats" med musikgruppen The Knife.
Melin var filmfotograf tillsammans med Pål Hollender för dokumentären United States of Afghanistan. Filmen spelades in 2004 och dokumenterar en resa som Hollender gör tillsammans med musikern Olle Ljungström till det av USA invaderade Afghanistan. Parallellt med resan visar filmen hur årsdagen av attacken mot World Trade Center högtidlighålls i New York. Filmen var en av sex dokumentärer i serien Dogumentary av produktionsbolaget Zentropa. Den visades i SVT 2005.
Melin är gitarrist i musikgruppen Rya skog.

## Släkt
Melin är son till sångaren, skådespelaren och kostymdesignern Carina Ahrle och bror med skådespelaren och regissören Lars Melin. Han är systerson till skådespelaren Leif Ahrle och dotterson till skådespelarna Elof Ahrle och Birgit Rosengren. Han är far till konstnären och film- och teaterregissören Ossian Melin.

## Filmografi
Listan baseras på information från IMDB:
- 1997 – Miami (kortfilm)
- 2001 – Festen (kortfilm)
- 2008 – Dockpojken (kortfilm)
- 2010 – Något börjar, något tar slut (kortfilm)
- 2012 – Offerrollsretorik (kortfilm)
- 2012 – Bättre i Berlin (kortfilm)
- 2014 – Bollsinne (kortfilm)
- 2016 – Hashtag (tv-serie)
- 2016 – Jätten (långfilm)
- 2017 – Exfrun (långfilm)
- 2017 – The Square (långfilm)
- 2020 – Måste gitt (tv-serie)
- 2023 – Vernissage hos gud (långfilm)
- 2023 – Nils och hans tre barn (kortfilm)
- 2024 – Favors (kortfilm)
- 2025 – Cows (kortfilm)